# محسن رئيس
محسن رئيس (بالفارسية: محسن رئیس) (و. 1896 – القرن 20 م) هو دبلوماسي إيراني، ولد في طهران.

## مناصب
تولى منصب سفير
.

## التعليم
تعلم في جامعة جنيف
.

## جوائز
حصل على جوائز منها:

وسام جوقة الشرف